# Grusse
Grusse is een plaats en voormalige gemeente in het Franse departement Jura in de regio Bourgogne-Franche-Comté en telt 181 inwoners (2005). De plaats maakt deel uit van het arrondissement Lons-le-Saunier.

## Geschiedenis
Grusse is op 1 januari 2017 gefuseerd met de gemeenten Bonnaud, Vercia en Vincelles tot de gemeente Val-Sonnette. 

## Geografie
De oppervlakte van Grusse bedraagt 3,3 km², de bevolkingsdichtheid is 54,8 inwoners per km².
De onderstaande kaart toont de ligging van Grusse met de belangrijkste infrastructuur en aangrenzende gemeenten.

## Demografie
Onderstaande figuur toont het verloop van het inwonertal.
Bonnaud · Grusse · Sainte-Agnès · Vercia · Vincelles